# Comuna Vorovske, Jovtnevîi
Vorovske (în ucraineană Воровське) este o comună în raionul Jovtnevîi, regiunea Mîkolaiiv, Ucraina, formată din satele Cervone, Petrivske și Vorovske (reședința).

## Demografie
Componența lingvistică a comunei Vorovske
     Ucraineană (88,15%)
     Rusă (8,71%)
     Alte limbi (1,06%)
Conform recensământului din 2001, majoritatea populației comunei Vorovske era vorbitoare de ucraineană (88,15%), existând în minoritate și vorbitori de rusă (8,71%).